# کیوتو میماواریگومی
کیوتو میماواریگومی (به ژاپنی: 京都見廻組 Kyōto Mimawarigumi) به معنی گروه گشت‌زنی کیوتو، یک پلیس مخصوص بود که توسط شوگون سالاری توکوگاوا در اواخر دوره باکوماتسو در کیوتو به وجود آمده بود.